# Artimus Pyle
Thomas Delmer "Artimus" Pyle (født 15. juli 1948 i Louisville, Kentucky) er en amerikansk musiker, som bedst er kendt som tidligere trommeslager i Lynyrd Skynyrd. Han var blandt de medlemmer, der overlevede flystyrtet i 1977. Det var ham, som hentede hjælp efter ulykken. Fejlagtigt blev han anset for at være tyv, da han hentede hjælp.